# Tadeusz Kaczanowski
Tadeusz Kaczanowski (ur. 22 września 1946) – polski brydżysta, Arcymistrz Międzynarodowy (PZBS), European Master (EBL), zawodnik drużyny Unia I Leszno.

## Wyniki brydżowe

### Zawody krajowe
W rozgrywkach krajowych zdobywał następujące lokaty:
| Mistrzostwa Polski Teamów | Mistrzostwa Polski Teamów | Mistrzostwa Polski Teamów | Mistrzostwa Polski Teamów |
| Rok                       | Typ                       | Kategoria                 | Pozycja                   |
| ------------------------- | ------------------------- | ------------------------- | ------------------------- |
| 1995                      | IMP                       | Open                      | 2                         |
| 1989                      | IMP                       | Open                      | 2                         |

| Mistrzostwa Polski Indywidualne | Mistrzostwa Polski Indywidualne | Mistrzostwa Polski Indywidualne | Mistrzostwa Polski Indywidualne |
| Rok                             | Kategoria                       | Pozycja                         |                                 |
| ------------------------------- | ------------------------------- | ------------------------------- | ------------------------------- |
| 1974                            | Open                            | 1                               |                                 |

| Mistrzostwa Polski Par | Mistrzostwa Polski Par | Mistrzostwa Polski Par | Mistrzostwa Polski Par |
| Rok                    | Kategoria              | Partner                | Pozycja                |
| ---------------------- | ---------------------- | ---------------------- | ---------------------- |
| 1992                   | Open                   | Piotr Klimacki         | 3                      |

| Mistrzowska Majówka | Mistrzowska Majówka | Mistrzowska Majówka | Mistrzowska Majówka |
| Rok                 | Kategoria           | Partner             | Pozycja             |
| ------------------- | ------------------- | ------------------- | ------------------- |
| 2005                | Seniorzy            | Krzysztof Antas     | 1                   |

### Zawody światowe
W światowych zawodach zdobył następujące lokaty:
| Mistrzostwa Świata. Konkurencja teamów | Mistrzostwa Świata. Konkurencja teamów | Mistrzostwa Świata. Konkurencja teamów | Mistrzostwa Świata. Konkurencja teamów | Mistrzostwa Świata. Konkurencja teamów | Mistrzostwa Świata. Konkurencja teamów |
| Rok                                    | Miejsce                                | Zawody                                 | Kategoria                              | Drużyna                                | Pozycja                                |
| -------------------------------------- | -------------------------------------- | -------------------------------------- | -------------------------------------- | -------------------------------------- | -------------------------------------- |
| 2006                                   | Werona                                 | 12. Mistrzostwa Świata                 | Seniorzy                               | Szenberg                               | 5                                      |
| 2005                                   | Estoril                                | 37. Mistrzostwa Świata Teamów          | Trans                                  | Goraco                                 | 30                                     |
| 2005                                   | Estoril                                | 37. Mistrzostwa Świata Teamów          | Seniorzy                               | Poland                                 | 9                                      |

| Mistrzostwa Świata. Konkurencja par | Mistrzostwa Świata. Konkurencja par | Mistrzostwa Świata. Konkurencja par | Mistrzostwa Świata. Konkurencja par | Mistrzostwa Świata. Konkurencja par | Mistrzostwa Świata. Konkurencja par |
| Rok                                 | Miejsce                             | Zawody                              | Kategoria                           | Partner                             | Pozycja                             |
| ----------------------------------- | ----------------------------------- | ----------------------------------- | ----------------------------------- | ----------------------------------- | ----------------------------------- |
| 2006                                | Werona                              | 12. Mistrzostwa Świata              | Seniorzy                            | Krzysztof Antas                     | 6                                   |

### Zawody europejskie
W europejskich zawodach zdobył następujące lokaty:
| Zawody europejskie. Konkurencja teamów | Zawody europejskie. Konkurencja teamów | Zawody europejskie. Konkurencja teamów | Zawody europejskie. Konkurencja teamów | Zawody europejskie. Konkurencja teamów | Zawody europejskie. Konkurencja teamów |
| Rok                                    | Miejsce                                | Zawody                                 | Kategoria                              | Drużyna                                | Pozycja                                |
| -------------------------------------- | -------------------------------------- | -------------------------------------- | -------------------------------------- | -------------------------------------- | -------------------------------------- |
| 2006                                   | Warszawa                               | 48. Mistrzostwa Europy Teamów          | Seniorzy                               | Poland                                 | 5                                      |
| 2005                                   | Teneryfa                               | 2. Otwarte Mistrzostwa Europy          | Seniorzy                               | Szenberg                               | 2                                      |

| Zawody europejskie. Konkurencja par | Zawody europejskie. Konkurencja par | Zawody europejskie. Konkurencja par | Zawody europejskie. Konkurencja par | Zawody europejskie. Konkurencja par | Zawody europejskie. Konkurencja par |
| Rok                                 | Miejsce                             | Zawody                              | Kategoria                           | Partner                             | Pozycja                             |
| ----------------------------------- | ----------------------------------- | ----------------------------------- | ----------------------------------- | ----------------------------------- | ----------------------------------- |
| 2005                                | Teneryfa                            | 2. Otwarte Mistrzostwa Europy       | Seniorzy                            | Krzysztof Antas                     | 2                                   |
| 1999                                | Warszawa                            | 10. Mistrzostwa Europy Par          | Open                                | Piotr Walczak                       | 23                                  |
| 1997                                | Haga                                | 9. Mistrzostwa Europy Par           | Open                                | Piotr Walczak                       | 90                                  |
| 1995                                | Rzym                                | 8. Mistrzostwa Europy Par           | Open                                | Piotr Klimacki                      | 34                                  |